# Demokratiska modernistpelaren
Al Qutb (Demokratiska modernistpelaren) är en tunisisk valkartell bestående av fem oberoende initiativ och fyra vänsterorienterade partier. Initiativet till alliansen togs av Riadh Ben Fadl och Mustapha Ben Ahmed.
Al Qutb ställde upp i de allmänna valen den 23 oktober 2011 och fick 4,91 % av rösterna och 5 av de 217 platserna i konstitutionsrådet.

## Partier ingående i valalliansen
Ettajdid 
Socialistiska vänsterpartiet 
Demokratiska patriotrörelsen
Republikanska alliansen 